# 게오르크 겐스바인

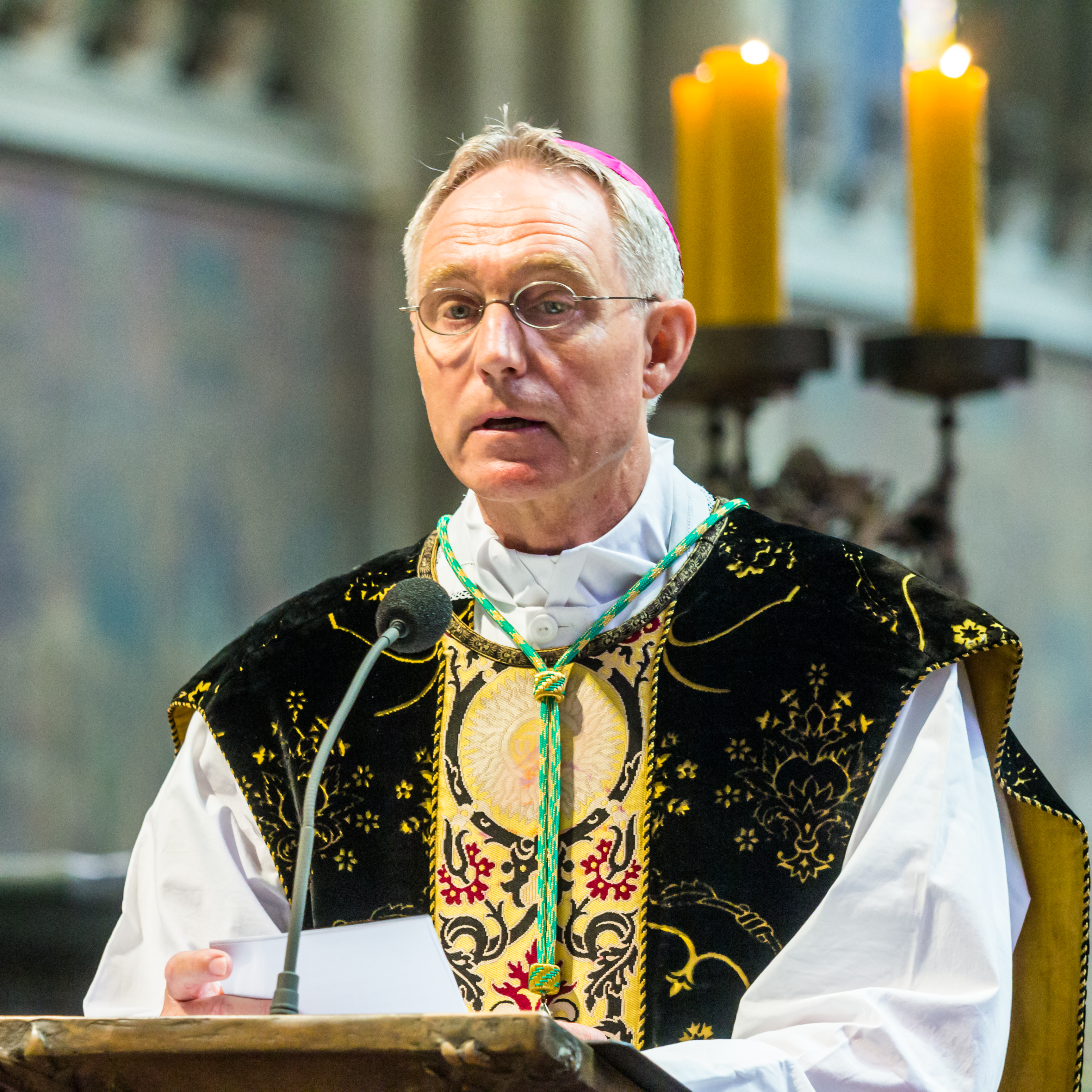
게오르크 겐스바인, 2017

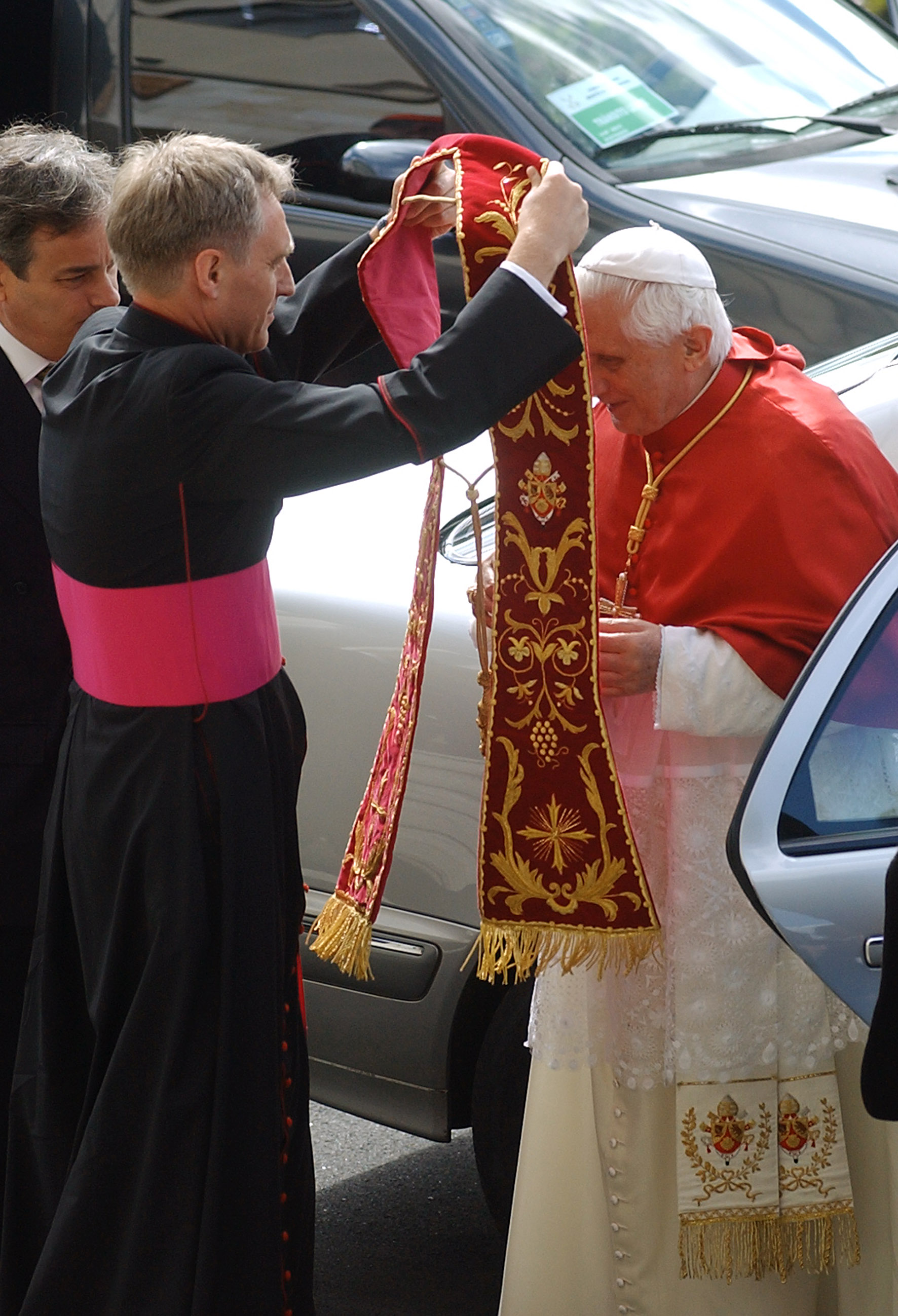

게오르크 겐스바인(Georg Gänswein, 1956.7.30-)은 2012년에 명의 대주교로 서임된 로마 가톨릭교회의 고위성직자이자, 교황 궁내원장이고 교황 베네딕토 16세의 개인 비서이다.

## 생애
- 1956년 7월 30일 독일 출생
- 1984년 사제 서품
- 1993년 뮌헨의 루드비히 막시밀리안 대학교에서 교회법 박사
- 1995년 교황청 경신성사성 근무
- 1996년 요제프 라칭거 추기경이 신앙교리성으로 데려감. 교황청 성 십자가 대학교에서 교회법 교수.
- 2000년 교황 요한 바오로 2세에 의해 몬시뇰 서임(chaplain of His Holiness)
- 2003년 신앙교리성 장관 라칭거 추기경의 비서가 됨
- 2005년 라칭거 추기경이 교황 베네딕토 16세로 당선
- 2006년 몬시뇰 칭호 수여 (prelate of his holiness)
- 2013년 1월 6일(천주교 전례력으로 '주님 공현 대축일') 대주교 서임.